# Chorizanthe ventricosa
Chorizanthe ventricosa är en slideväxtart som beskrevs av George Jones Goodman. Chorizanthe ventricosa ingår i släktet Chorizanthe och familjen slideväxter. Inga underarter finns listade i Catalogue of Life.